# Doris Hare
Doris Hare MBE (* 1. März 1905 in Bargoed; † 30. Mai 2000 in Northwood) war eine britische Schauspielerin.

## Leben
Hare wuchs als Tochter von Theaterbesitzern in South Wales auf. In den 1930er-Jahren übernahm sie diverse Rollen an größeren Theatern und hatte in der Mitte des Jahrzehnts ihren ersten Auftritt im Filmgeschäft. Während sie hauptsächlich Theater spielte, übernahm sie parallel kleinere Rollen vor allem in Filmkomödien. Zudem führte sie bei der BBC durch die für die Handelsmarine gedachte Radiosendung Shipmates Ashore.
Größere Popularität erhielt Hare in den 1970er-Jahren durch die Rolle der Mabel Ethel Butler in der Fernsehserie On the Buses, als sie Cicely Courtneidge ab der zweiten Staffel der Serie als Mutter des von Reg Varney gespielten Protagonisten beerbte. Die Serie war derart erfolgreich, dass drei Filmableger gedreht wurden. Nach dem Ende der Serie 1973 folgten weitere tragende Rollen in Filmkomödien, ehe sie ins Theaterviertel West End zurückkehrte.

## Filmografie (Auswahl)
- 1954: Der Mann im Rücksitz (Double Exposure)
- 1958: Herz ohne Hoffnung (Another Time, Another Place)
- 1960: Die Herren Einbrecher geben sich die Ehre (The League of Gentlemen)
- 1961: Mit Schirm, Charme und Melone (The Avengers; Fernsehserie, 1 Folge)
- 1961–1969: Coronation Street (Fernsehserie, 12 Folgen)
- 1965: Simon Templar (The Saint; Fernsehserie, 1 Folge)
- 1969: Randall & Hopkirk – Detektei mit Geist (Randall & Hopkirk (Deceased); Fernsehserie, 1 Folge)
- 1972: Aufruhr im Busdepot (On the Buses)
- 1972: Meuterei im Bus (Mutiny on the Buses)
- 1973: Ein irrer Trip im Wahnsinnsbus (Holiday non the Buses)
- 1985: Das geheime Tagebuch des Adrian Mole (The Secret Diary of Adrian Mole, Aged 13¾; Fernsehserie, 2 Folgen)
- 1990: Nonnen auf der Flucht (Nuns on the Run)
- 1994: Probezeit (Second Best)